# پریسیلا لاسون
پریسیلا لاسون (انگلیسی: Priscilla Lawson; ۸ مارس ۱۹۱۴ – ۲۷ اوت ۱۹۵۸) یک هنرپیشه اهل ایالات متحده آمریکا بود.

## گزیده فیلمشناسی
از فیلم‌ها یا برنامه‌های تلویزیونی که وی در آن نقش داشته‌است می‌توان به آثار زیر اشاره کرد.
- فلش گوردون (۱۹۳۶)
- پرواز آزمایشی (۱۹۳۸)